# 르노 라구나
르노 라구나(Renault Laguna)은 프랑스의 르노가 생산하는 승용차이다.

## 1세대

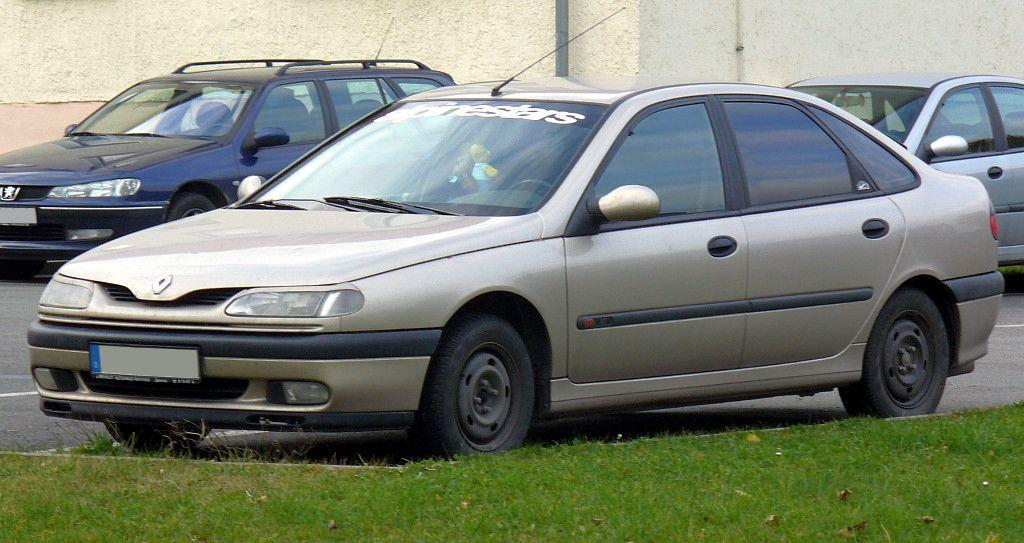
르노 라구나(5도어 전기형) 정측면

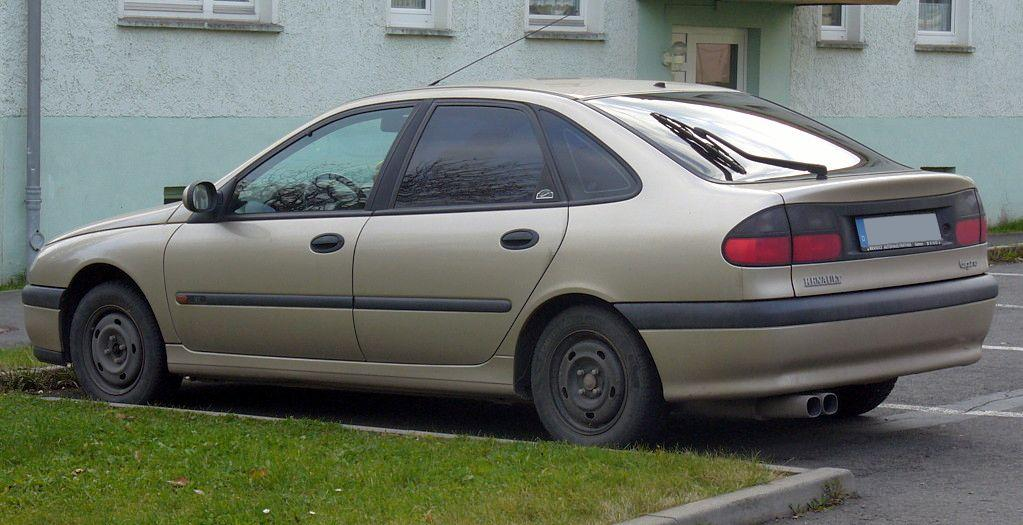
르노 라구나(5도어 전기형) 후측면

르노의 중형차로, 1993년에 21의 후속 차종으로 첫 선을 보였다. 차체 라인업은 5도어 해치백과 5도어 스테이션 왜건으로 구성되었다. 곡선을 활용한 유기적인 형태와 공격적인 느낌의 프론트 뷰는 이전에 르노에서 나온 다른 차들과는 다른 디자인으로, 당시 르노의 새로운 디자인 개념을 첫 번째로 적용한 차종이다. 엔진은 1.8 가솔린, 1.9 가솔린, 2.0 가솔린, 3.0 가솔린, 2.2 디젤 등이 있었으며, 1998년에 페이스 리프트를 거쳐 디자인이 소폭 변경되었다.

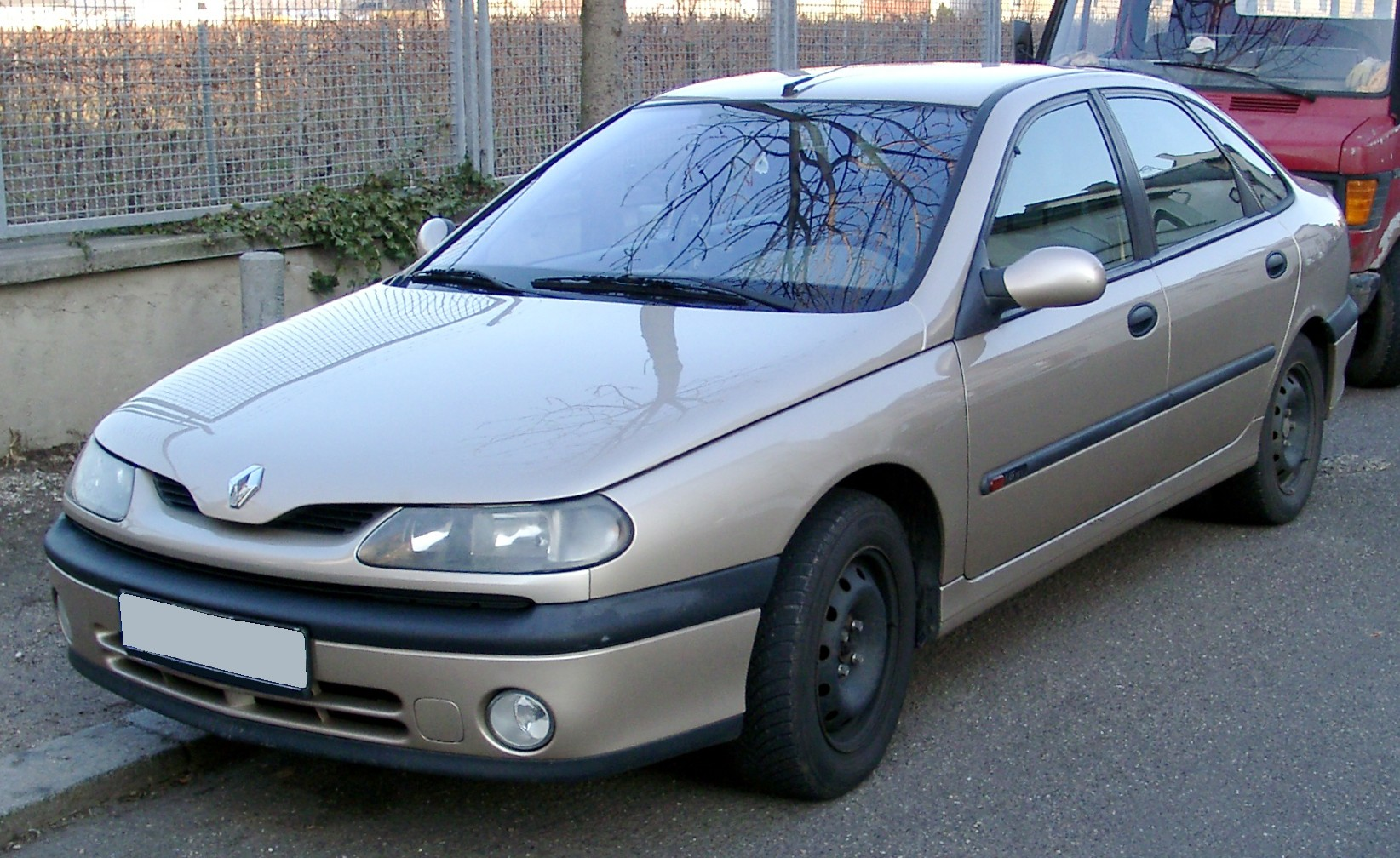
르노 라구나(5도어 후기형) 정측면
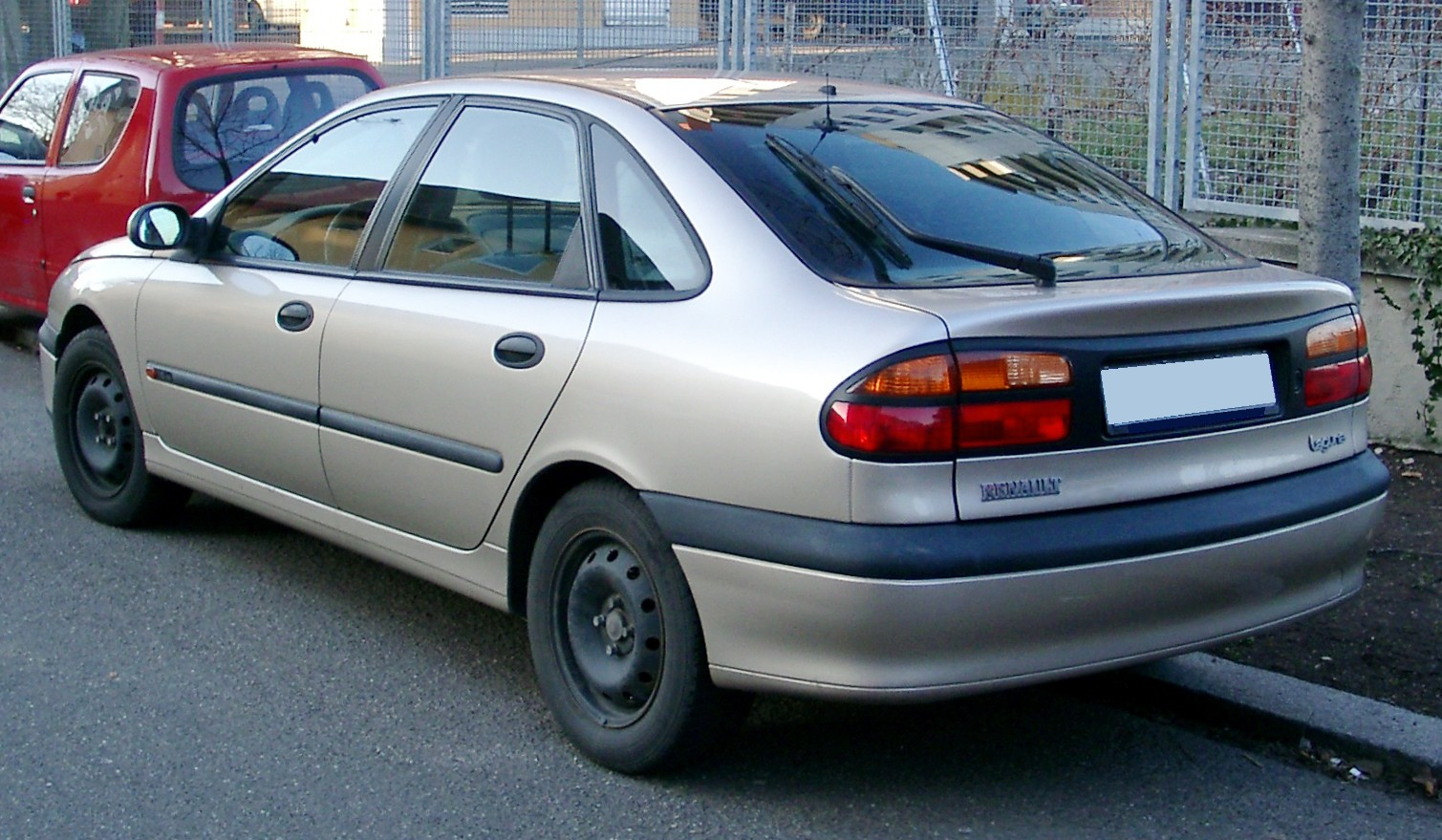
르노 라구나(5도어 후기형) 후측면
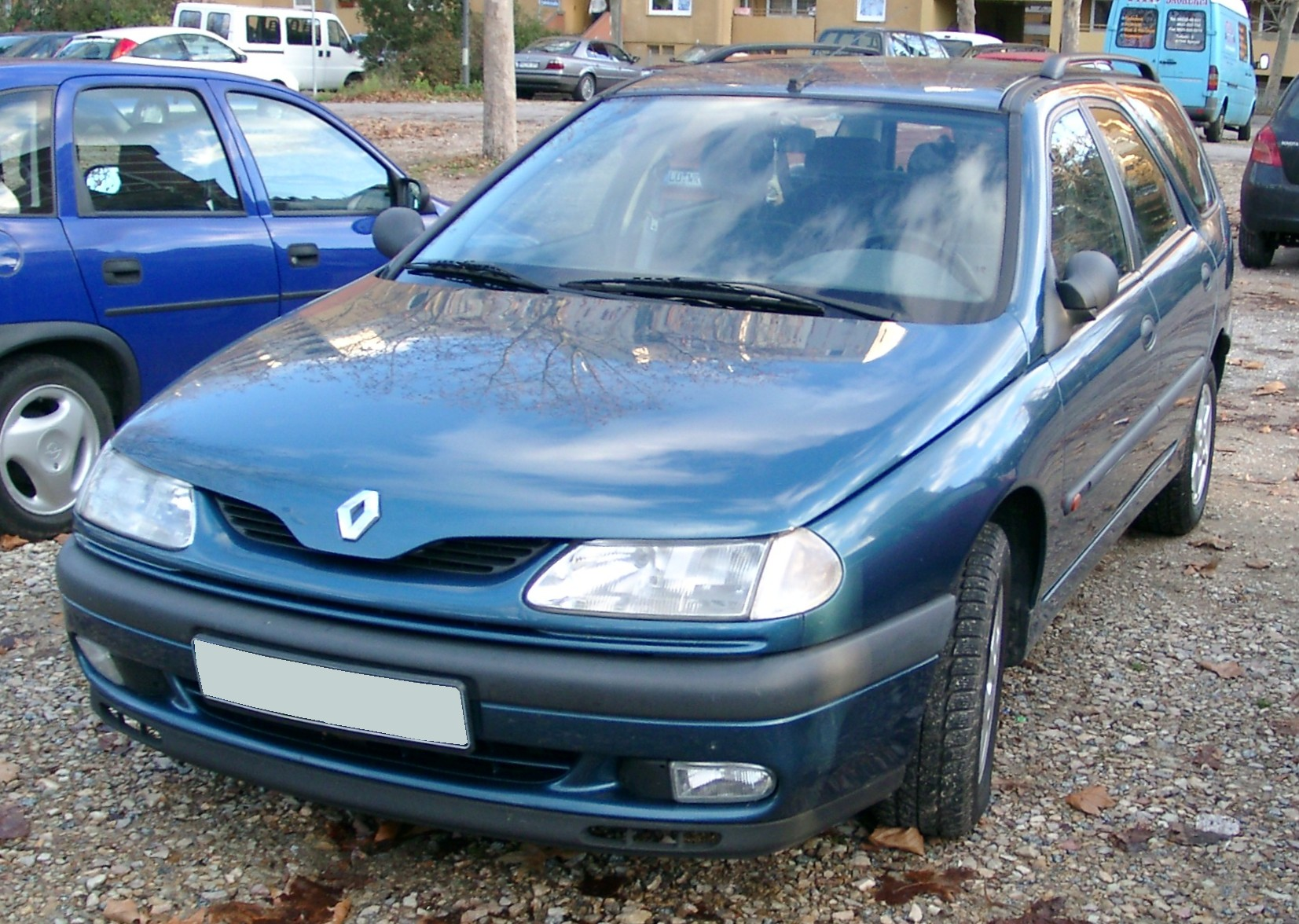
르노 라구나(왜건 전기형) 정측면
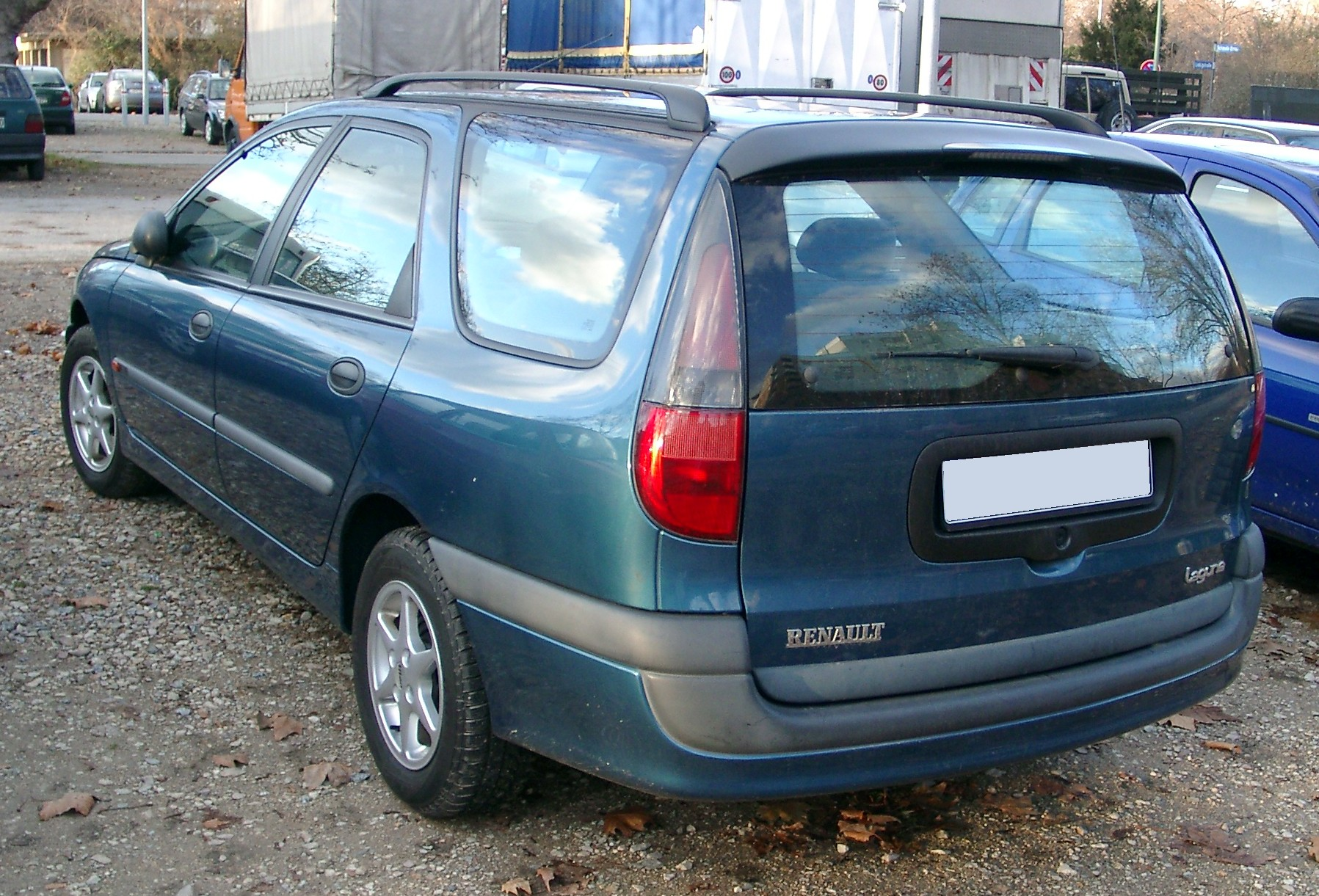
르노 라구나(왜건 전기형) 후측면
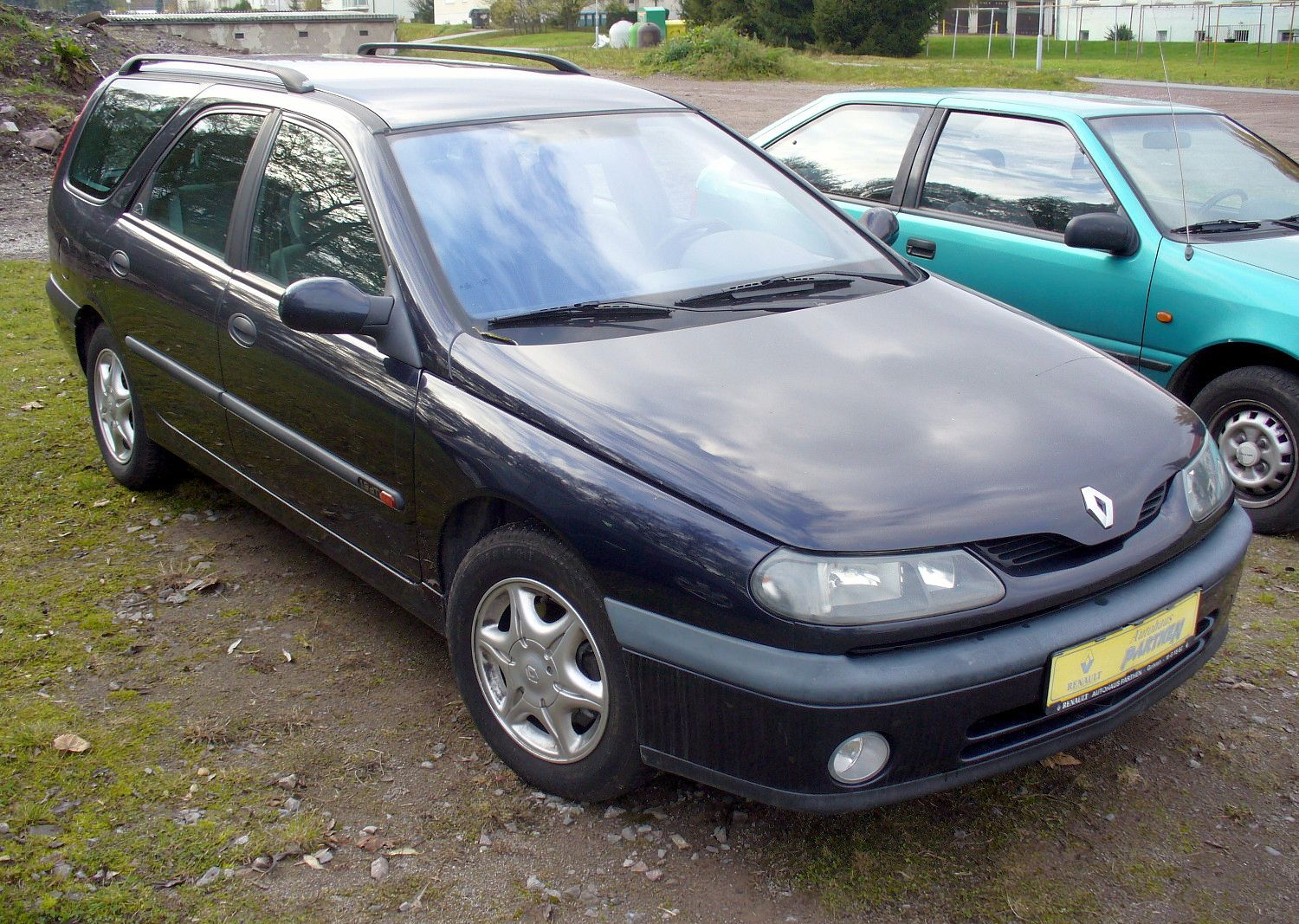
르노 라구나(왜건 후기형) 정측면
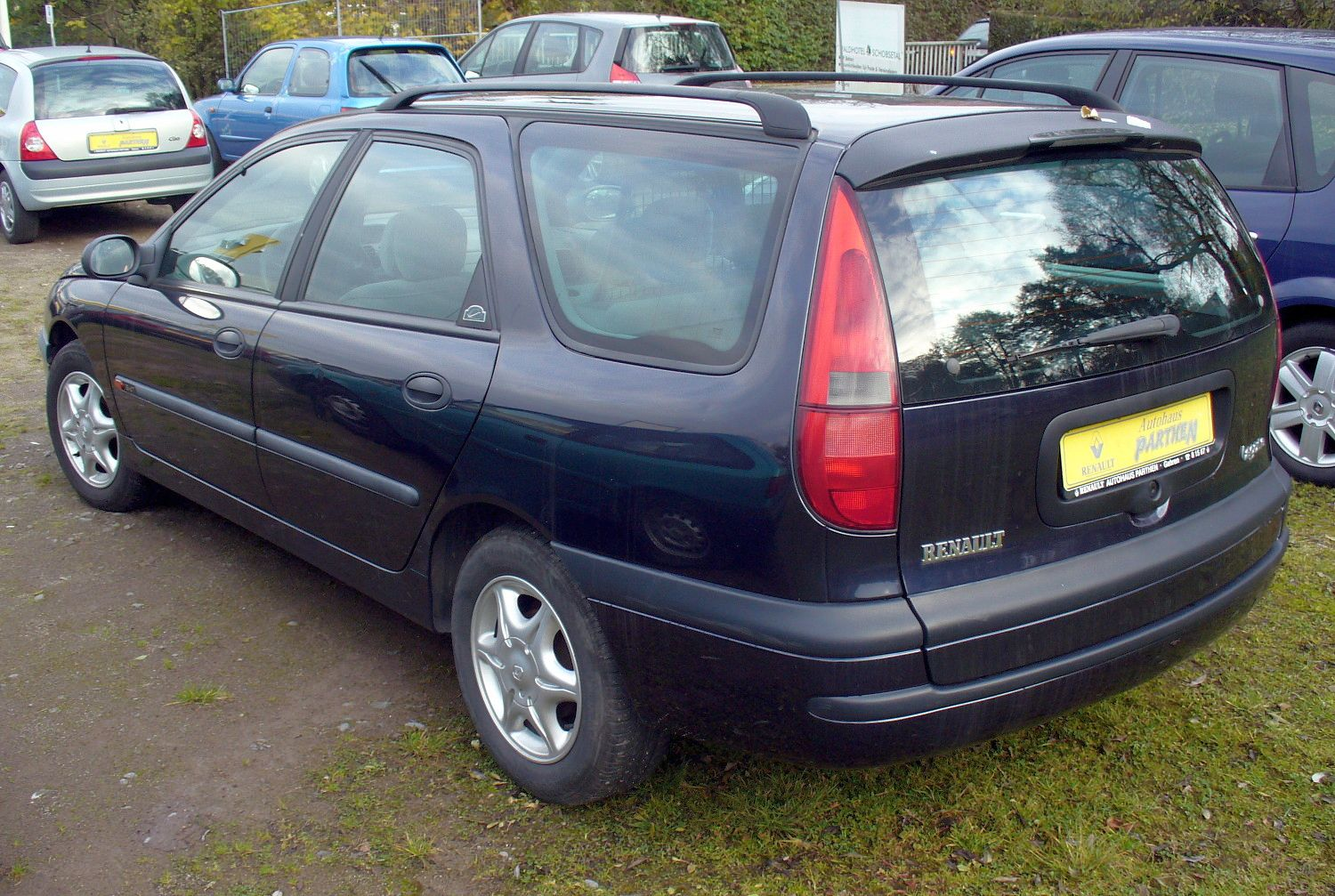
르노 라구나(왜건 후기형) 후측면

## 2세대

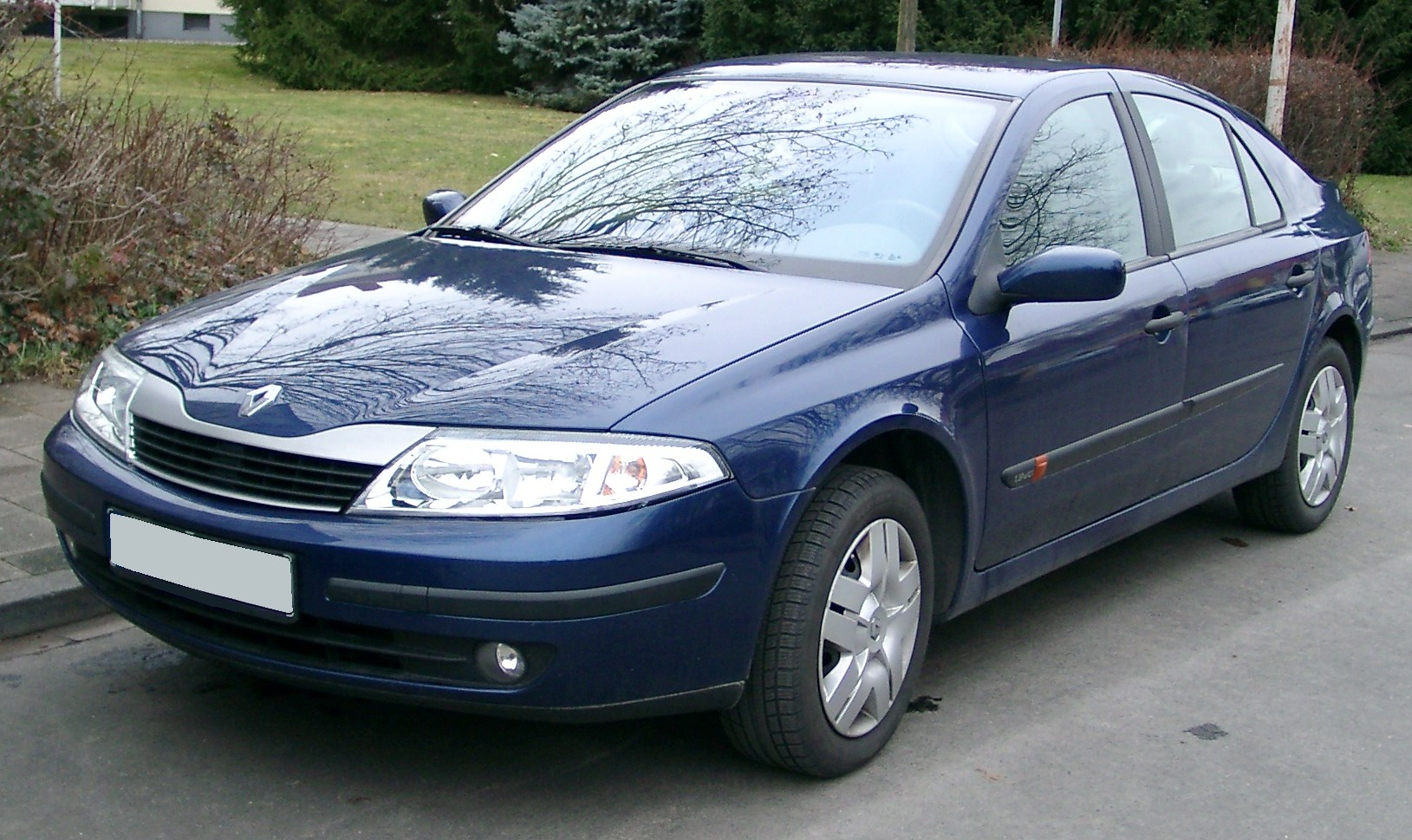
르노 라구나(5도어 전기형) 정측면

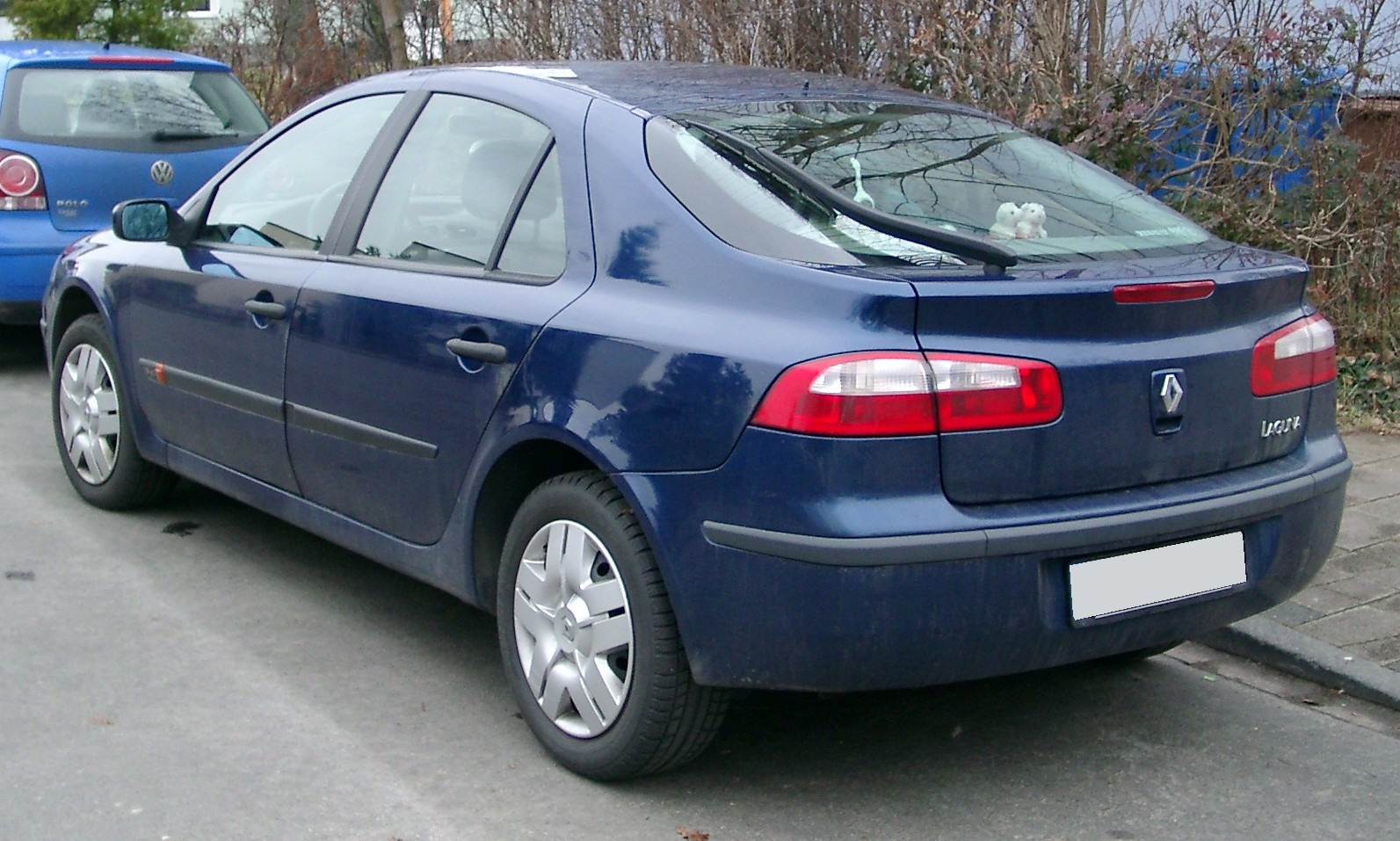
르노 라구나(5도어 전기형) 후측면

1세대와 비교해 절제된 우아한 느낌의 디자인으로 발전되었고, 인테리어는 재질을 큰 폭으로 향상시켜 고급스러움을 더했다. 이그니션 키를 사용하지 않아도 시동을 걸 수 있는 전용 카드를 적용했다. 유로 NCAP이 실시한 충돌 테스트에서 최고 등급인 별 5개를 획득해 현재 르노가 가지는 안전성 높은 이미지에 기여했다. 2005년에 르노의 다른 차종과 비슷한 느낌의 패밀리 룩을 적용한 디자인으로 페이스 리프트를 거쳤다.

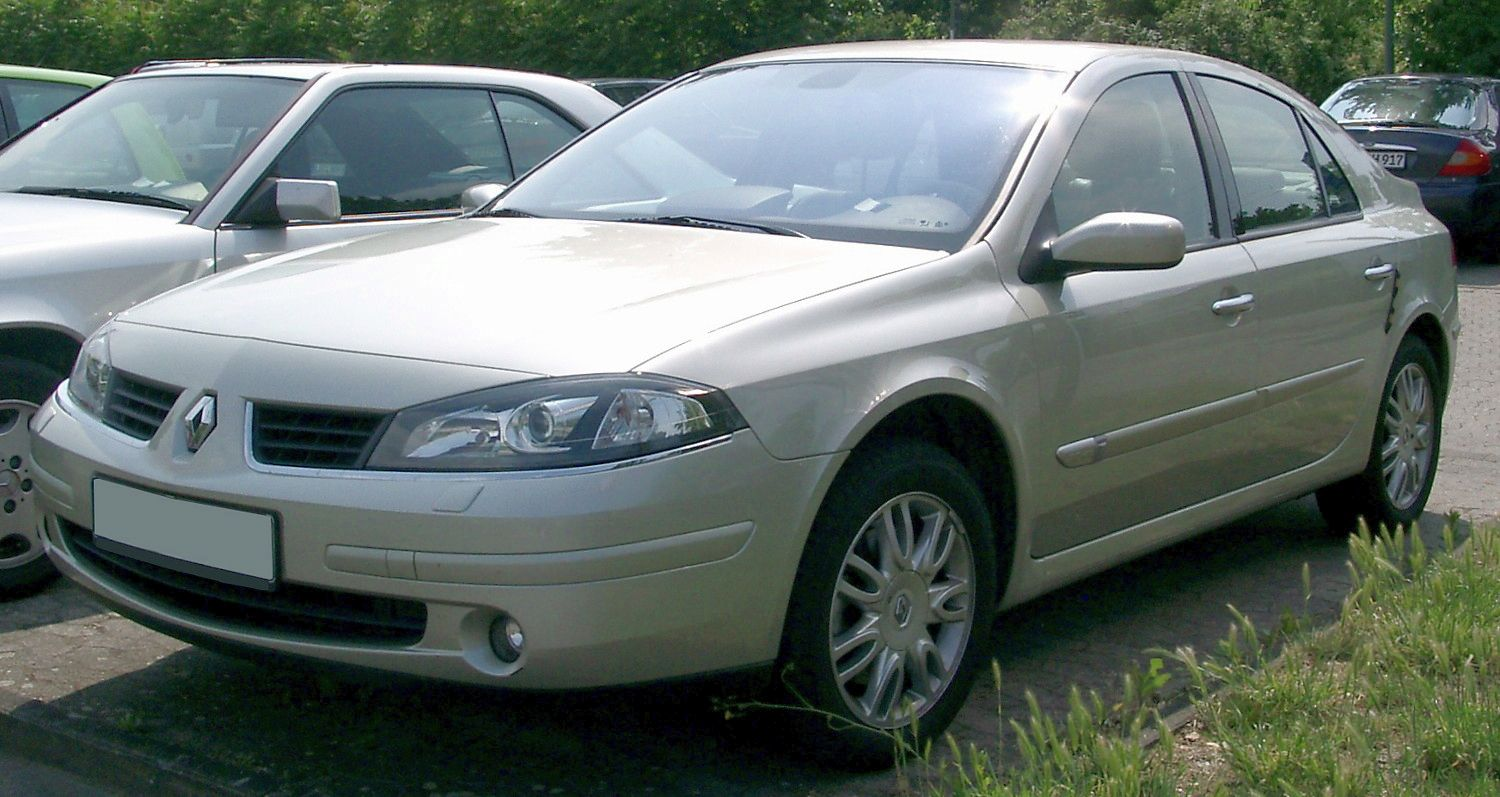
르노 라구나(5도어 후기형) 정측면
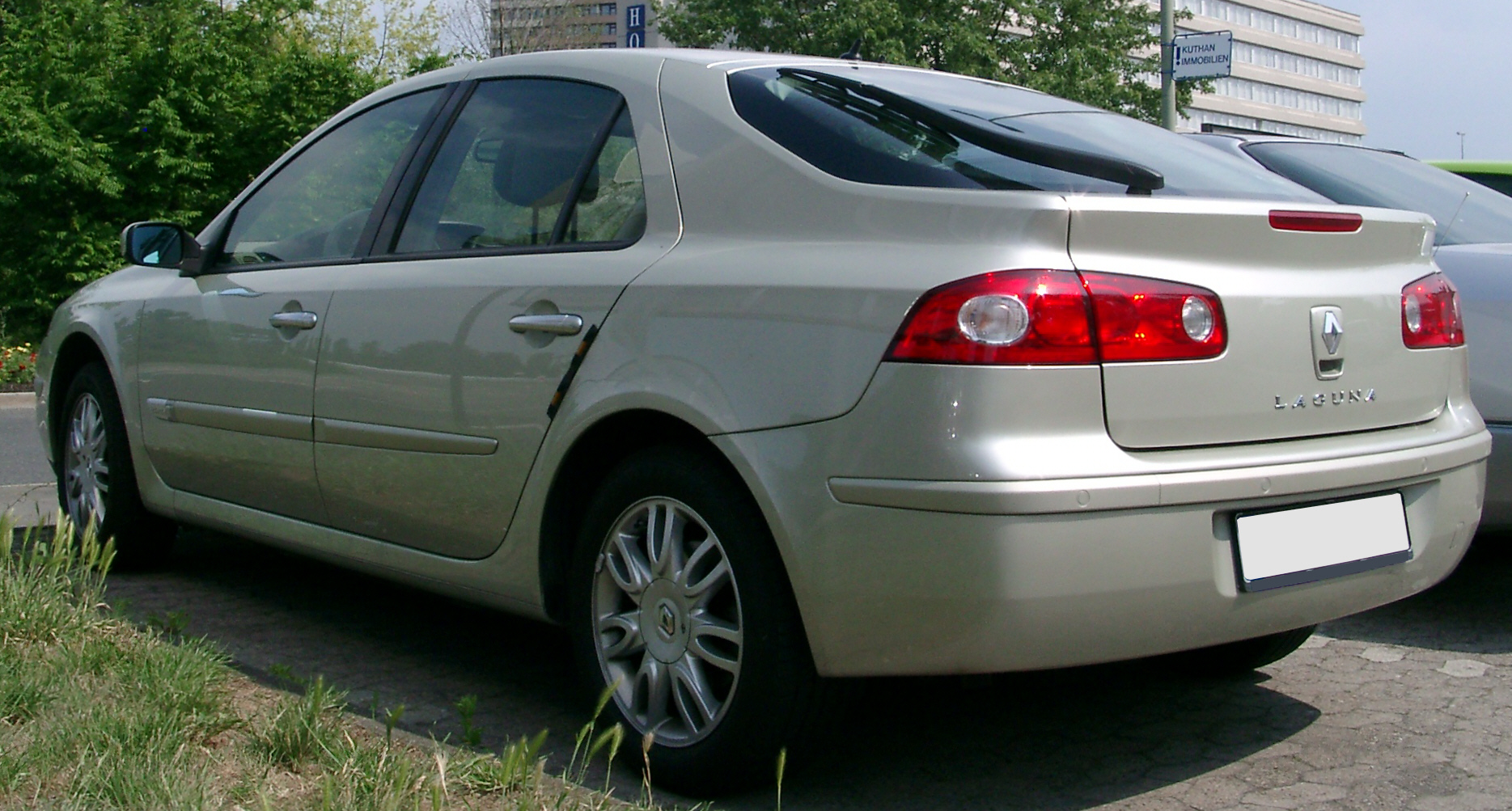
르노 라구나(5도어 후기형) 후측면
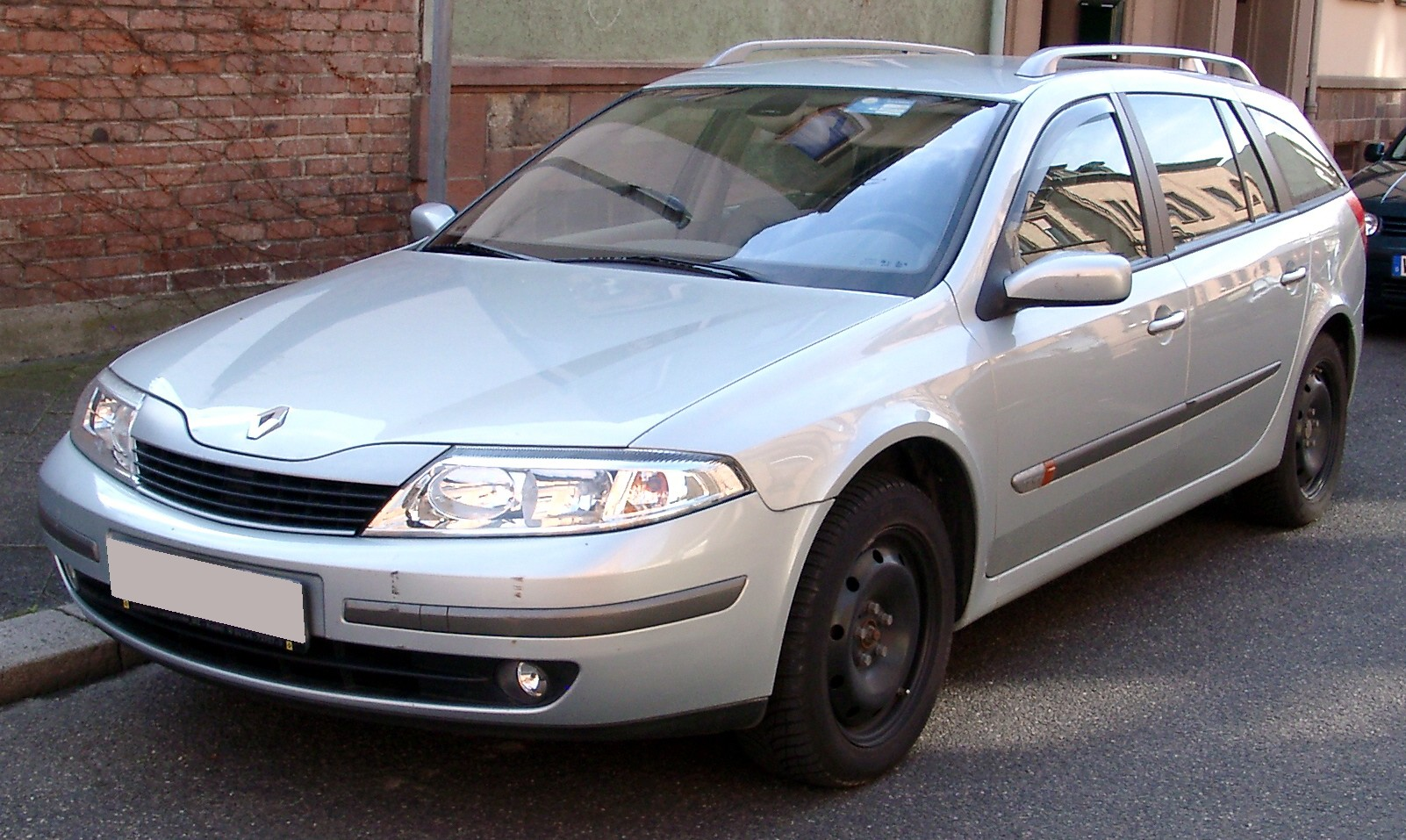
르노 라구나(왜건 전기형) 정측면
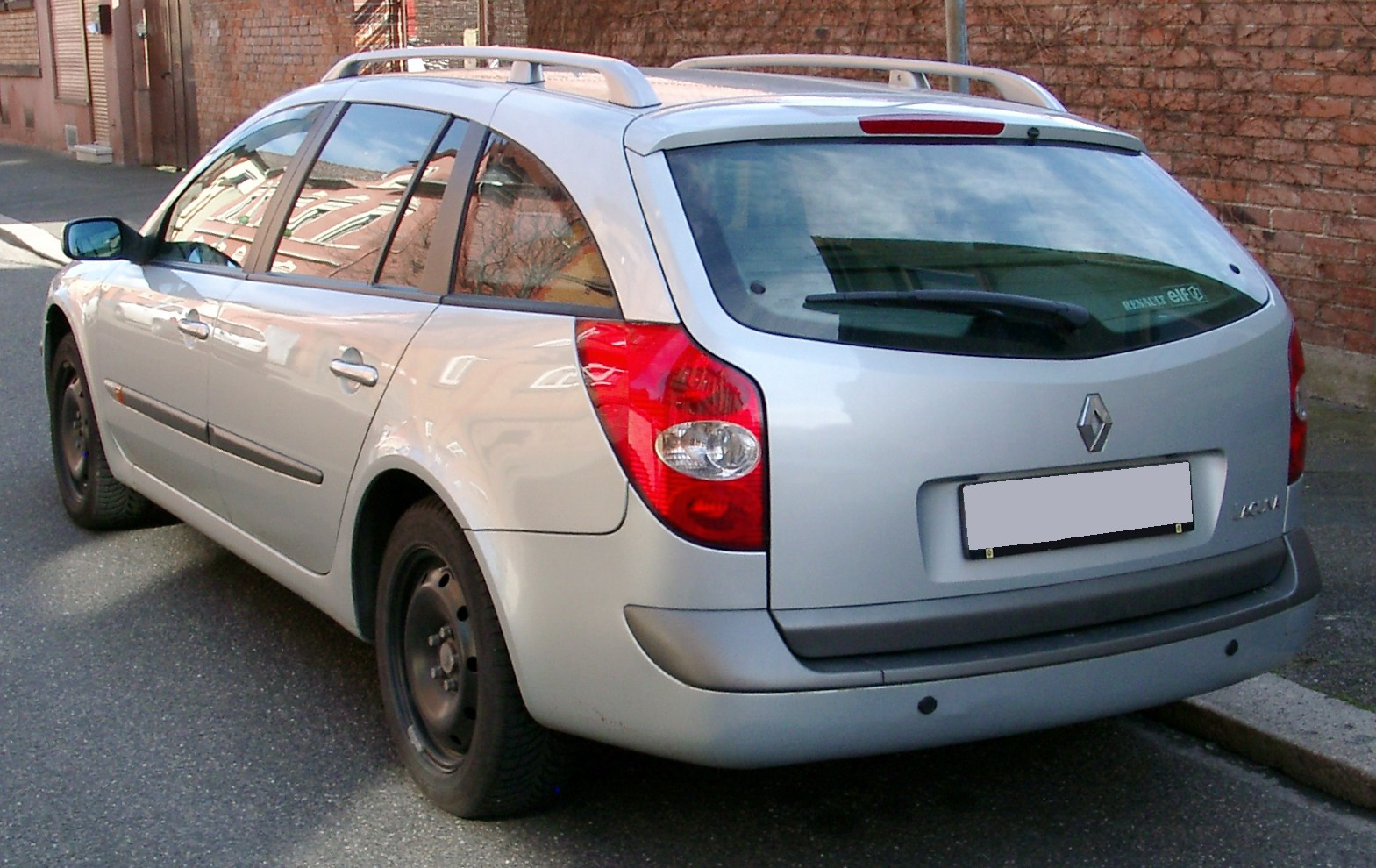
르노 라구나(왜건 전기형) 후측면
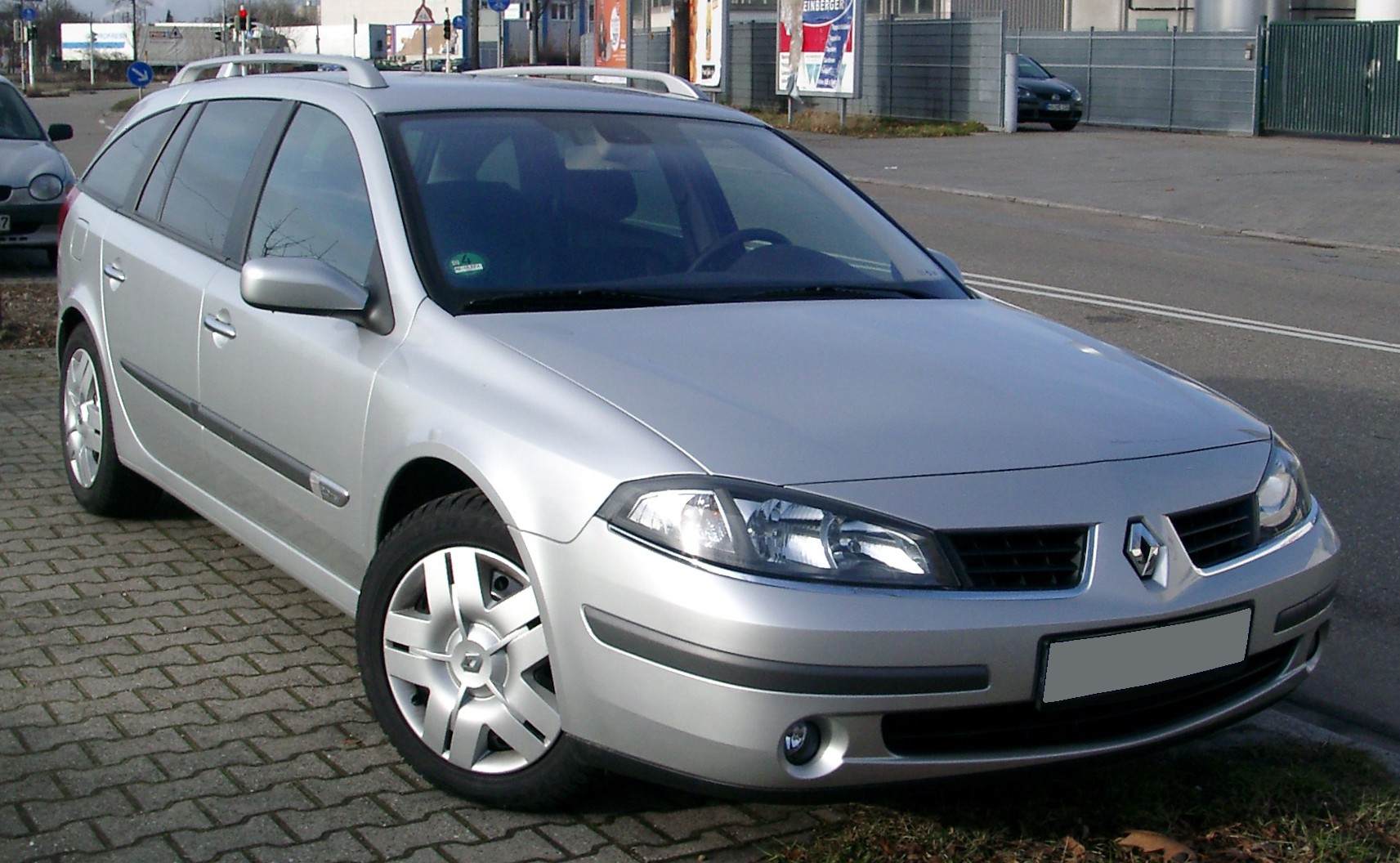
르노 라구나(왜건 후기형) 정측면
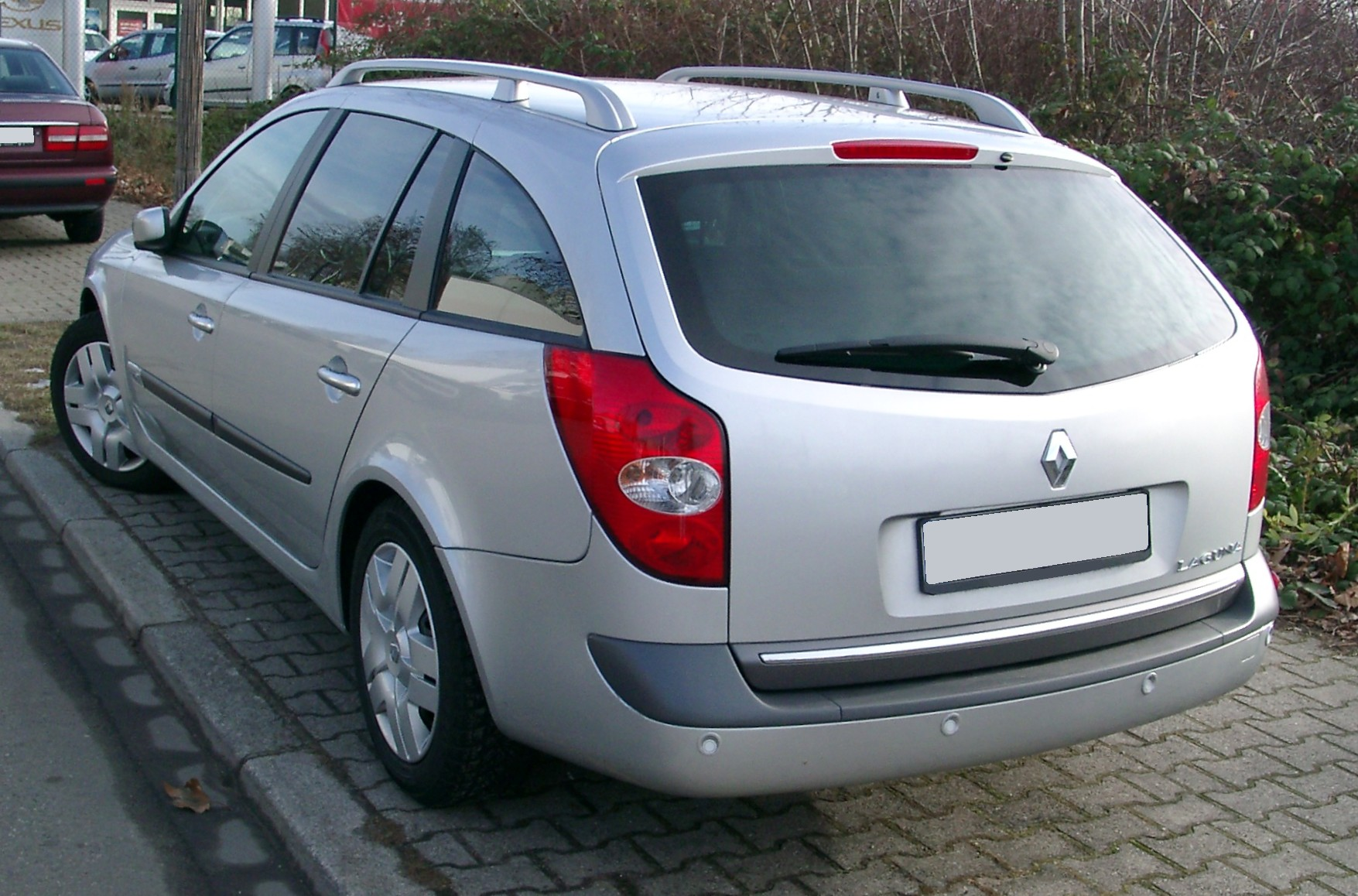
르노 라구나(왜건 후기형) 후측면

## 3세대

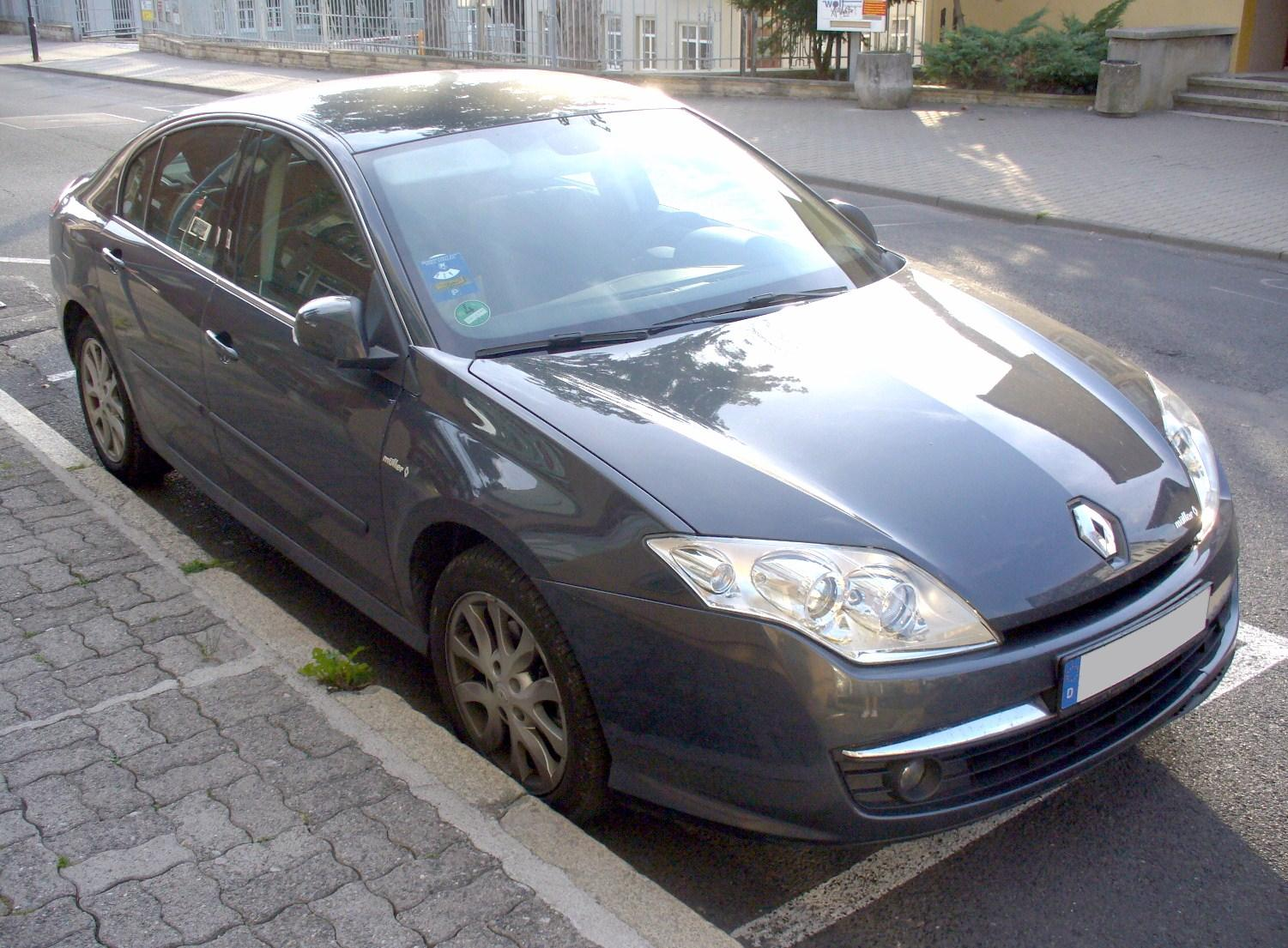
르노 라구나(5도어) 정측면

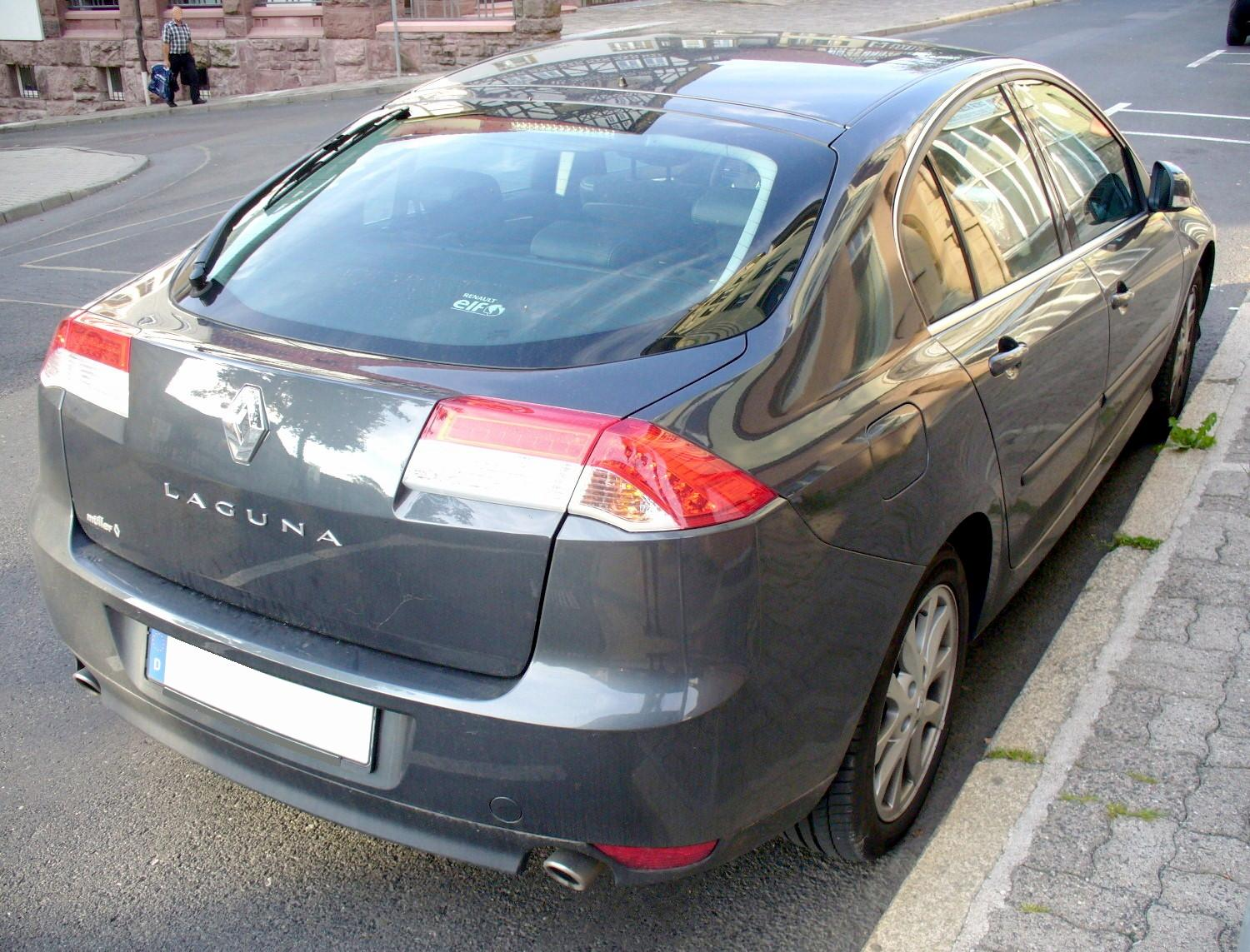
르노 라구나(5도어) 후측면

2007년에 개최된 프랑크푸르트 모터쇼에서 공개와 함께 프랑스를 시작으로 하는 유럽에서 그해 10월부터 판매를 시작했다. 운전하는 즐거움, 품질, 안전성 등에 중점을 두고, D 세그먼트 부문 탑 3안에 드는 것을 목표로 한 르노의 전략 차종으로 개발되었다. 5도어 해치백과 5도어 스테이션 왜건 외에 2도어 쿠페가 새로 추가되어 선택의 폭을 넓혔다. 3세대 라구나의 플랫폼은 닛산 티아나(2세대)와 르노삼성 SM5(3세대)와 공용하고 있으며, 리어 서스펜션이 멀티 링크가 아닌 토션 빔이라는 점이 두 차종과 다른 점이다. 2015년에 라구나와 래티튜드의 통합 후속 차종인 탈리스만이 선보여 단종되었다.

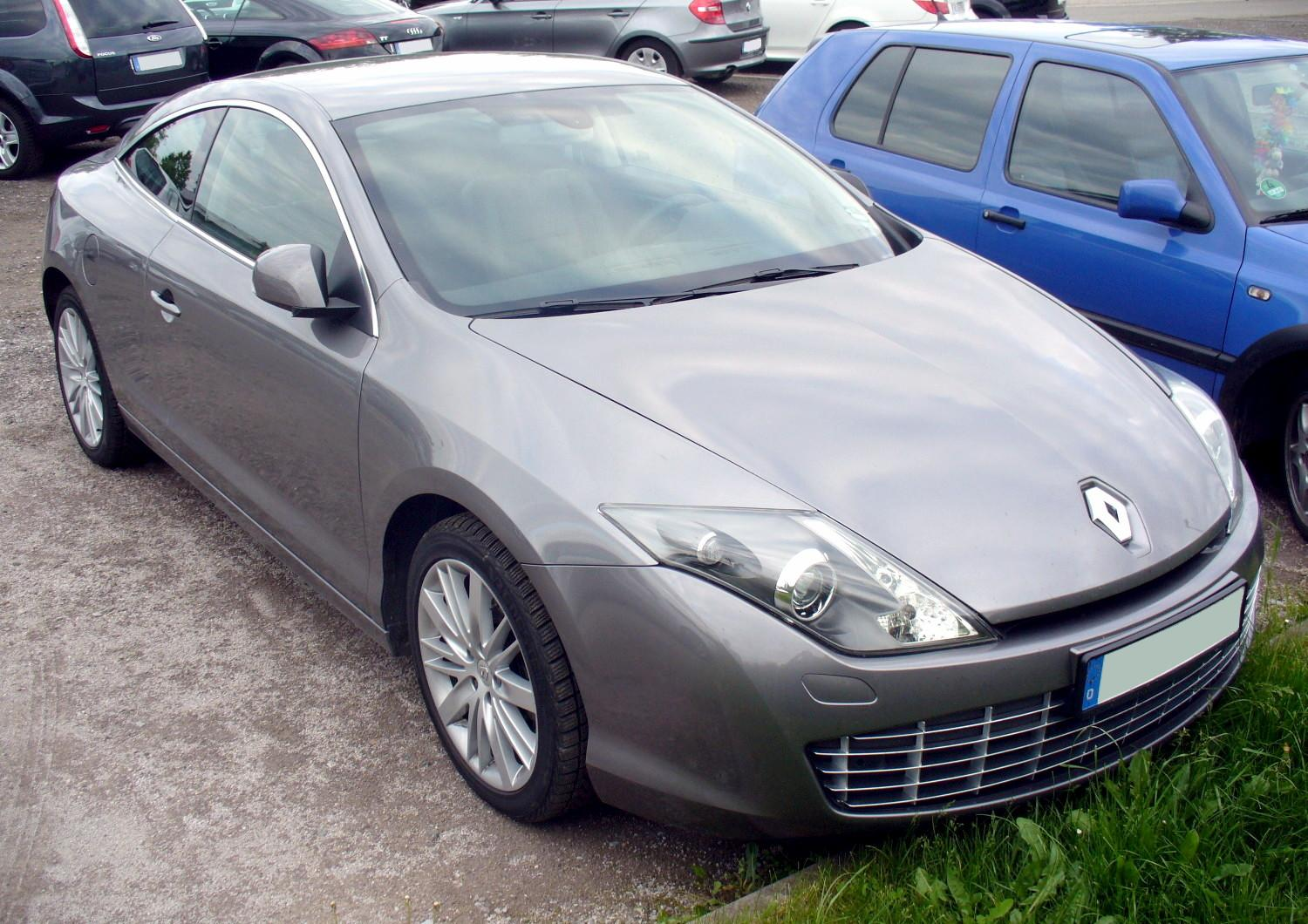
르노 라구나(쿠페) 정측면
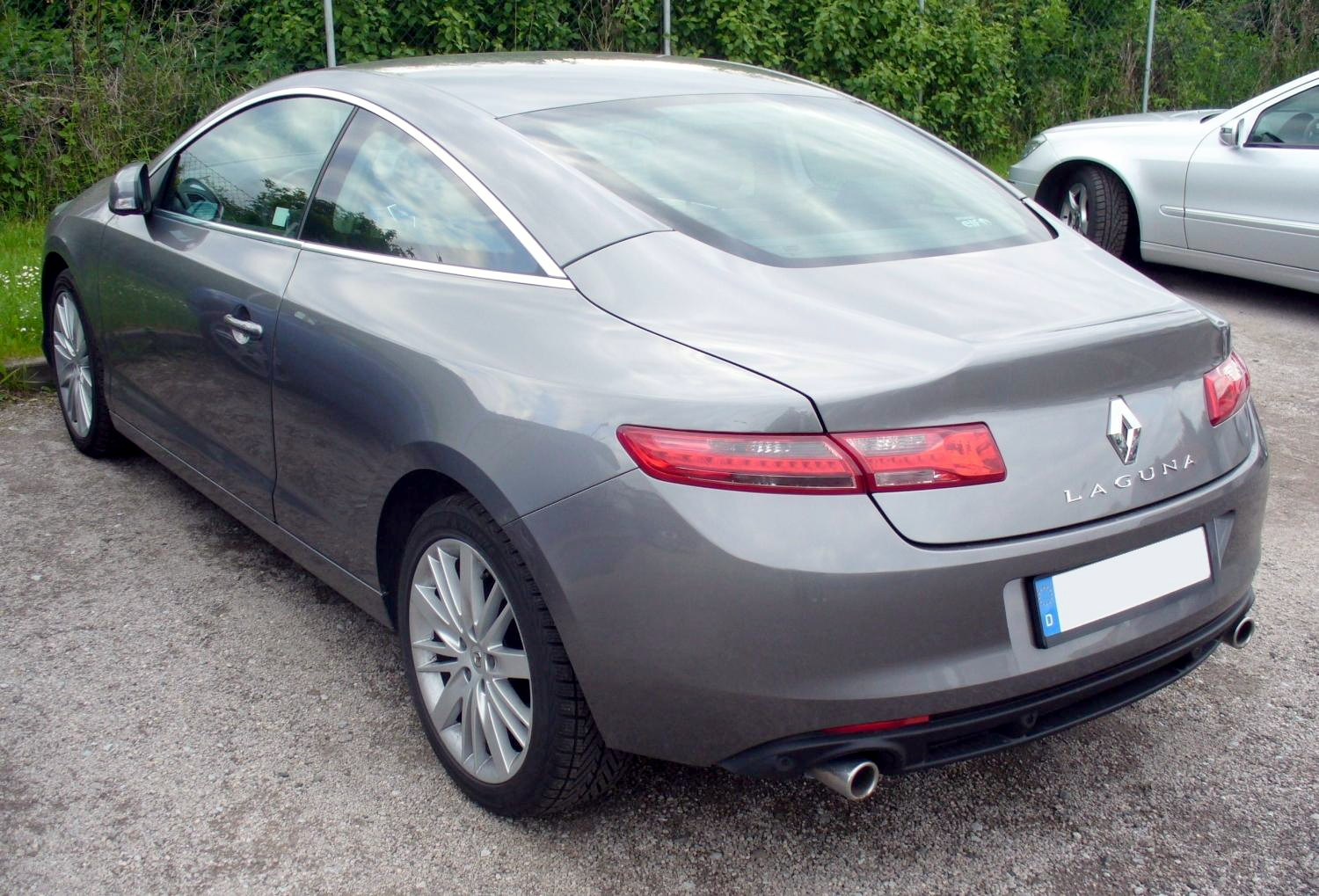
르노 라구나(쿠페) 후측면
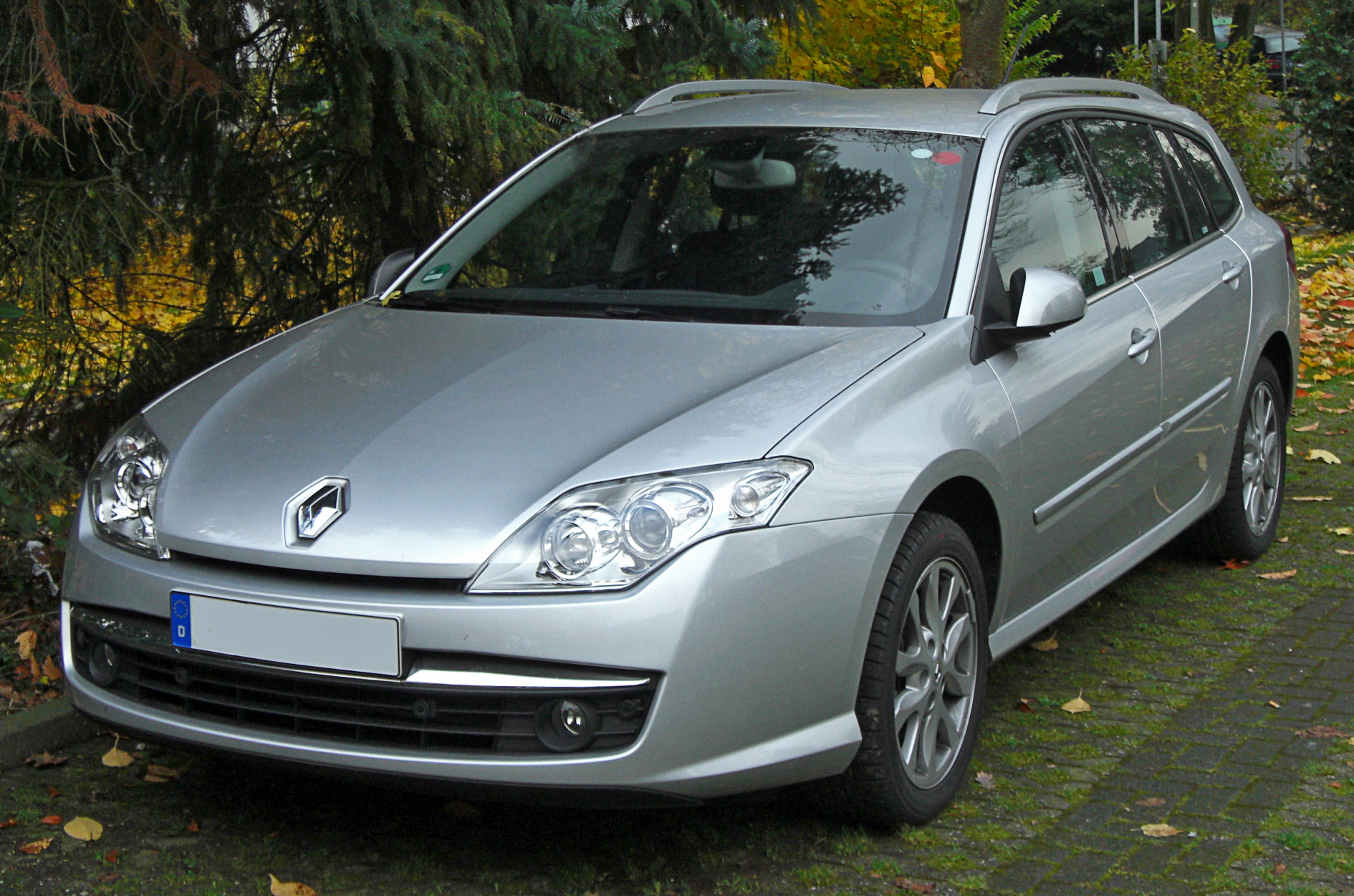
르노 라구나(왜건) 정측면
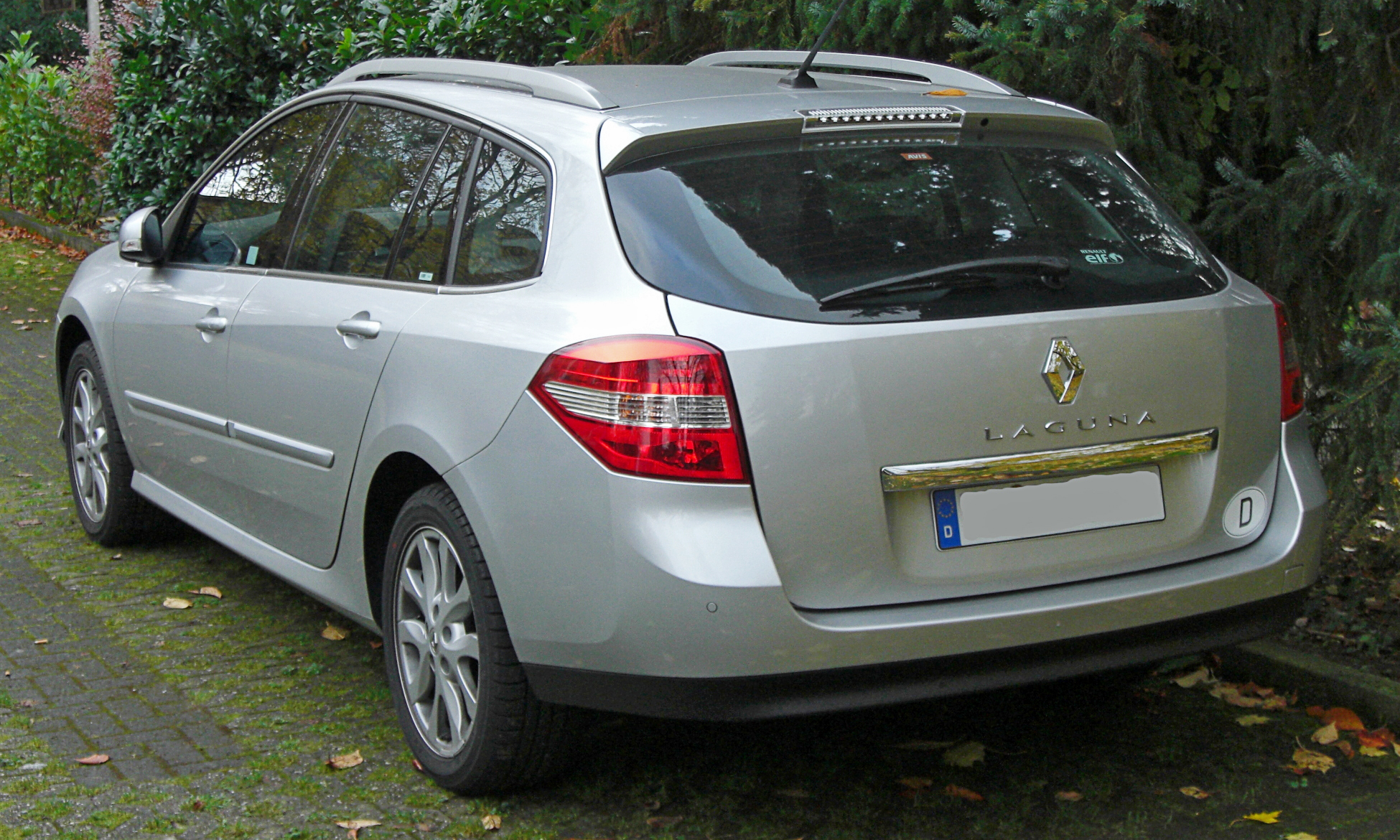
르노 라구나(왜건) 후측면